# Base Aérea El Bosque
Ubicada a 15 kilómetros al sur del centro de la ciudad de Santiago de Chile, la Base Aérea El Bosque, es el centro de operaciones de la Escuela de Aviación del Capitán Manuel Ávalos Prado, donde se forman a los oficiales de la Fuerza Aérea de Chile, la Escuela de Especialidades Sargento 1.º Adolfo Menadier Rojas encargada de la formación de suboficiales y la Empresa Nacional de Aeronáutica (ENAER).
También es el lugar de prácticas habituales del Grupo de Alta Acrobacia Halcones.
En el año 1992 se estableció mediante Decreto de la Subsecretaría de Aviación del Ministerio de Defensa Nacional la zona de protección y restricciones de altura para el aeródromo de El Bosque.

## Historia

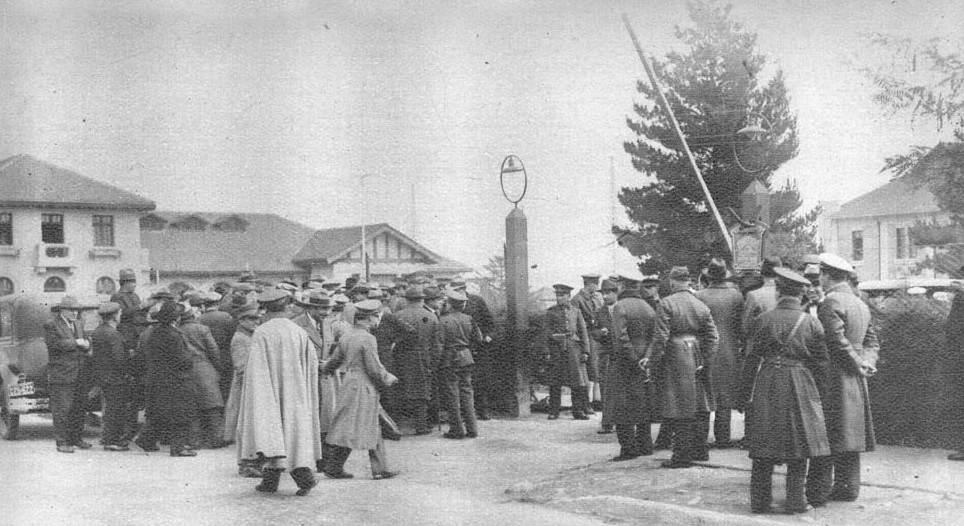
Militares se reúnen en la base aérea El Bosque San Bernardo previo al Golpe de Estado del 4 de junio de 1932

El 11 de febrero de 1913, se crea la Escuela de Aeronáutica Militar en los Campos de Lo Espejo, siendo éste el lugar donde se formaron los primeros aviadores de Chile. En 1936 se conforma definitivamente como Base Aérea El Bosque la cual junto con la base aérea en Quintero, concentraban el grueso de la actividad aeronáutica de la Fuerza Aérea de Chile de esos tiempos.
El 4 de junio de 1932, la base fue escenario de los conflictos políticos que tenía el país. En estas instalaciones de generó el motín contra el presidente constitucional Juan Esteban Montero, dirigidos por Eugenio Matte, Arturo Puga, Carlos Dávila y Marmaduke Grove. Tras el golpe de Estado se instauraría la República Socialista de Chile. En el mismo lugar se realizaron las primeras reuniones y negociaciones para evitar que el conflicto armado escalara.

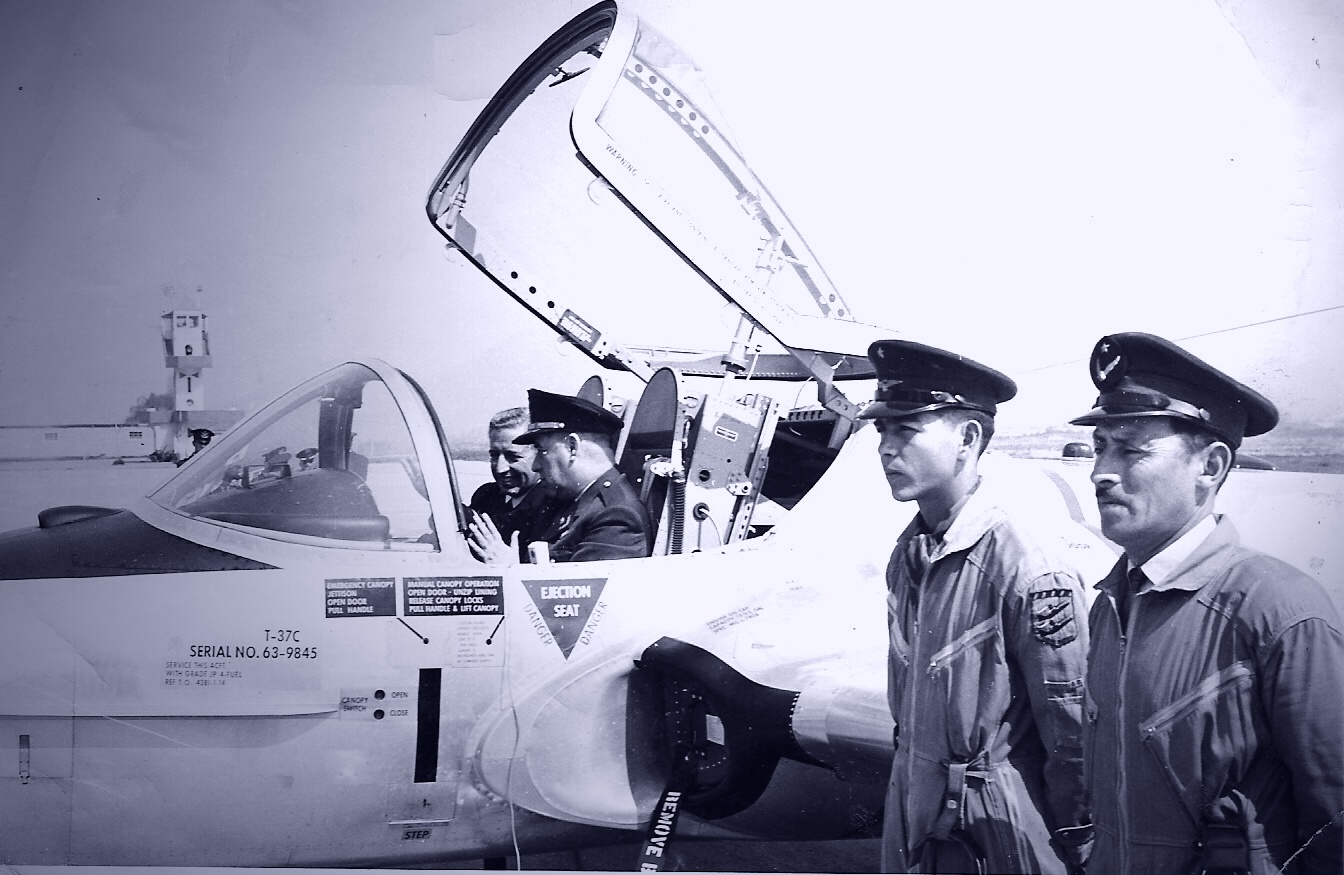
Base Aérea El Bosque, hacia 1965

Posteriormente y con el crecimiento de la actividad aérea y el material de vuelo, se fueron creando los distintos grupos a lo largo del país con lo cual El Bosque finalmente queda albergando a la Escuela de Aviación y la Escuela de Especialidades.
En 1980 y con motivo de los cincuenta años de la Fuerza Aérea, se realiza la Feria Internacional del Aire (FIDA), que se realizó en la Base de El Bosque hasta 1990, cuando debido a su éxito cambia de nombre a Feria Internacional del Aire y del Espacio (FIDAE) y la edición siguiente se realiza en el Aeródromo Los Cerrillos.
En 1984 se instala en la Base, las dependencias de la ENAER, para realizar la fabricación del avión de entrenamiento T-35 Pillán.